# Phaser (framework pentru creare a jocurilor)
Phaser reprezintă un framework de joc utilizat pentru realizarea de jocuri 2D în cadrul HTML5 pentru desktop și telefon. Este un software gratuit dezvoltat de Photon Storm.
Phaser utilizează două randamente interne: Canvas și WebGL, și poate schimba automat între ele suportul pentru browser. Acest lucru permite randarea rapidă pe desktop și pe mobil. Utilizează biblioteca Pixi.js pentru randare.

## Istorie
Richard Davey a anunțat prima lansare a Phaser pe o postare pe blog în aprilie 2013. Versiunea 1.0 a fost lansată apoi in septembrie, incorporând librăria Pixi.js.
Ultima versiune oficială Phaser 2 ar fi trebuit să fie 2.6.2, dar din cauza dorinței de a îmbunătăți și mai mult frameworkul, în timp ce se lucra la Phaser 3, a fost creat un nou repozitoriu: Phaser CE (Community Edition). Astfel, Phaser CE este platforma stabilă recomandată în prezent pentru dezvoltare cu Phaser.
Phaser 3.0 a fost lansat pe 13 februarie 2018, iar dezvoltarea sa încă continuă, pe aplicația GitHub. Cele mai multe elemente și caracteristici ale cadrului au fost reconstruite de la zero folosind o structură modulară și o abordare care se concentrează pe date. Phaser 3 include un redator WebGL nou și personalizat, conceput pentru jocurile 2D moderne. De atunci, mare parte din documentația sa și exemplele pentru utilizatori au fost finalizate, iar majoritatea caracteristicilor au fost implementate.
Ultimul upgrade în Phaser 4, care a fost inițial anuntat in august 2019, a fost o încercare în a rescrie Phaser 3 în TypeScript. Nu este o rescriere API și se va concentra în schimb pe portarea scripturilor care sunt în prezent în Phaser 3 la TypeScript. Dezvoltarea Phaser 4 a fost întreruptă în 2024.

## Arhitectură și caracteristici
Phaser poate rula în orice browser web care acceptă elementul "canvas". Jocurile realizate cu phaser sunt dezvoltate fie în JavaScript, fie în TypeScript. Este necesar un server web pentru a încărca resurse precum imagini, sunete și alte fișiere de joc. 

### Redare
Phaser poate fi redat fie în WebGL, fie într-un element "canvas". Utilizarea WebGL este posibilă doar dacă browserul îl acceptă; în cazul în care nu este acceptat, acesta se intoarce la "canvas".

### Fizică
Phaser vine atașat cu 3 sisteme diferite de fizică: Arcade Physics, Ninja Physics și P2.JS.
Arcade Physics este doar pentru coliziuni AABB de mare viteză. Ninja Physics permite adăugarea unor componente de mai mare calitate precum plăci sau altele. P2.JS este un sistem de fizică pentru întregul corp, care acceptă, printre altele, constrângeri, arcuri și poligon.

## Vezi si
- Lista motoarelor de joc
- Realizare de jocuri video

## Linkuri externe
- Site web oficial
- Repozitoriu pe GitHub
- Discutie cu comunitatea pe Discord
- Discutie forum pe Html5gamedevs.com